# Dryocopus hodgei
El picamaderos de Andamán (Dryocopus hodgei) es una especie de ave piciforme de la familia Picidae.

## Distribución geográfica y hábitat
Es endémica de las islas Andamán (India). Su hábitat natural son las selvas húmedas tropicales. Su principal amenaza es la pérdida de hábitat.